# Chi lascia la via vecchia per la nuova, sa quel che lascia, e non sa quel che trova
Chi lascia la via vecchia per la nuova, sa quel che lascia, e non sa quel che trova è una commedia in tre atti di Giuseppe Giacosa. Venne scritta a Torino nel 1870. La commedia è dedicata «ad Emilio Gioberti ed Emilio Mattirolo».

## Trama

### Atto primo
La giovane Eva si lamenta con il marito Piero per le sue abitudini troppo intellettuali, criticandone l'aspetto fisico, l'abbigliamento poco curato, la presunta insensibilità.
Eva vorrebbe che Piero imparasse ad apprezzare di più le occasioni mondane. Il giorno seguente, infatti, è in programma un ballo al quale Eva vuole partecipare, ma già immagina che il marito non si saprà divertire. Al ballo interverranno anche due conoscenti di Eva e Piero, Luisa e il fratello Mario. Luisa è sposata ma il marito vive lontano per lavoro e i rapporti tra i coniugi sono molto freddi, mentre Mario è un giovane vanesio che appare terribilmente preoccupato per l'abito da indossare al ballo e cerca senza successo di corteggiare Eva.

### Atto secondo
Sono trascorsi dodici giorni. Piero pare avere cambiato completamente stile di vita, ha tagliato la folta barba che tanto dispiaceva a Eva, non mostra più interesse per i libri che pochi giorni prima amava tanto, sembra pensare solo al divertimento. Piero, però, continua a comprare e ordinare libri badando che Eva non se ne accorga.
Eva, che pur aveva chiesto questo mutamento con tanta insistenza, non ne è affatto soddisfatta, anzi ora è attanagliata dalla gelosia. Eva teme una relazione tra il marito e Luisa, che Piero frequenta con assiduità. La stessa Eva, sconsolata, chiede a Piero di tornare alle vecchie abitudini e gli confessa di essere gelosa, ma Piero non vuole sentire ragioni, dicendo di non potere assolutamente rinunciare alla nuova vita brillante e ringraziando Eva di avergli aperto gli occhi offrendogli un'esistenza più ricca di occasioni.
Mentre la nuova situazione fa credere a Mario di essere ormai vicino alla conquista di Eva, ha luogo un incontro tra Piero e Luisa. Luisa, a cui Piero in occasione del ballo aveva promesso scherzosamente di fare la corte, si confida con lui lamentandosi della triste situazione in cui vive, lontana dal marito e senza prospettive di felicità.

### Atto terzo
È il compleanno di Eva. In passato, Piero usava regalarle bellissimi mazzi di fiori che Eva apprezzava moltissimo, ma questa volta il regalo è uno scrignetto con un prezioso diadema, per il quale Eva non riesce a mostrare interesse.
Il mazzo di fiori arriva invece da Mario, che si presenta in casa dopo che Piero è uscito lasciando Eva sola. Mario racconta a Eva di avere sentito Luisa e Piero mentre parlavano di un misterioso viaggio. Eva, certa che Piero e Luisa stiano  progettando una fuga amorosa, si precipita alla loro ricerca.
Mentre Eva è fuori, ritorna Piero e poco dopo viene raggiunto da Luisa. Luisa sta veramente partendo, ma non si tratta di una fuga: andrà a Napoli a raggiungere il marito, come Piero le ha suggerito, certo che così tra Luisa e il marito rifiorirà l'amore. Luisa si sente ringiovanita ed è venuta a ringraziare Piero.
Piero rimane solo ma poco dopo rientra Eva e Piero si nasconde nello studio. Non essendo riuscita a rintracciare Piero e Luisa, la disperazione di Eva è al culmine ed è convinta che i due siano ormai partiti e di avere perduto per sempre l'amore del marito. In preda allo sconforto, apre la porta dello studio rimanendo stupefatta alla vista di Piero, che abbraccia e bacia convulsamente prima di ricevere da lui l'attesissimo mazzo di fiori, che era stato nascosto in precedenza.
Così le vicende degli ultimi giorni si chiariscono. Piero non voleva affatto abbandonarsi alla vita mondana e rinunciare ai libri e allo studio, ma solo aiutare Eva ad apprezzare di più le cose importanti. Anche Piero però ha imparato qualcosa: da ora in avanti dedicherà ai libri solo le giornate, mentre le serate saranno per la moglie e tornerà ogni volta a farle la corte.
L'unico a non capire ciò che è successo è Mario. Tornato a fare visita a Piero ed Eva, quando lei rifiuta un invito a teatro si convince che sia Piero a tenerla quasi prigioniera, tra sé pensa che quell'uomo sia un tiranno, e continua a guardare a Eva come a una preda da conquistare.